# Jill Stein
Jill Ellen Stein (Chicago, 14 de maio de 1950) é uma médica e política estadunidense. Foi pré-candidata pelo Partido Verde nas eleições em 2012 para presidente dos Estados Unidos e candidata ao mesmo cargo em 2016, tendo recebido neste ano mais de 1,4 milhões de votos (1% do total). Também foi candidata a governadora de Massachusetts em 2002 e 2010.
Formada em medicina, é especializada em medicina interna, com pós-graduação pela faculdade de Harvard (1973) e pela Harvard Medical School (1979).

## Vida precoce e educação
Stein nasceu em Chicago, filha de Gladys (sobrenome de solteira: Wool) e Joseph Stein, e criada em Highland Park, Illinois. Seus pais eram de famílias judias russas, e Stein foi criada numa família reformada judaica, tendo participado da Chicago North Shore Congregation Israel, uma sinagoga reformada. Ela agora se considera agnóstica. Stein é casada com Richard Rohrer, que também é médico. Eles vivem em Lexington, Massachusetts, e têm dois filhos adultos.
Em 1973, Stein graduou-se com magna cum laude, em Harvard, onde estudou psicologia, sociologia e antropologia. Depois de se formar na Escola de Medicina de Harvard, Stein praticou medicina interna por 25 anos no Beth Israel Deaconess Medical Center, Simmons College Health Center e Harvard Pilgrim Health Care, tendo também servido como instrutora de medicina na Harvard Medical School. Ela aposentou-se da prática e do ensino de medicina em 2005 e em 2006, respectivamente.